# NHK 다카야마 지국

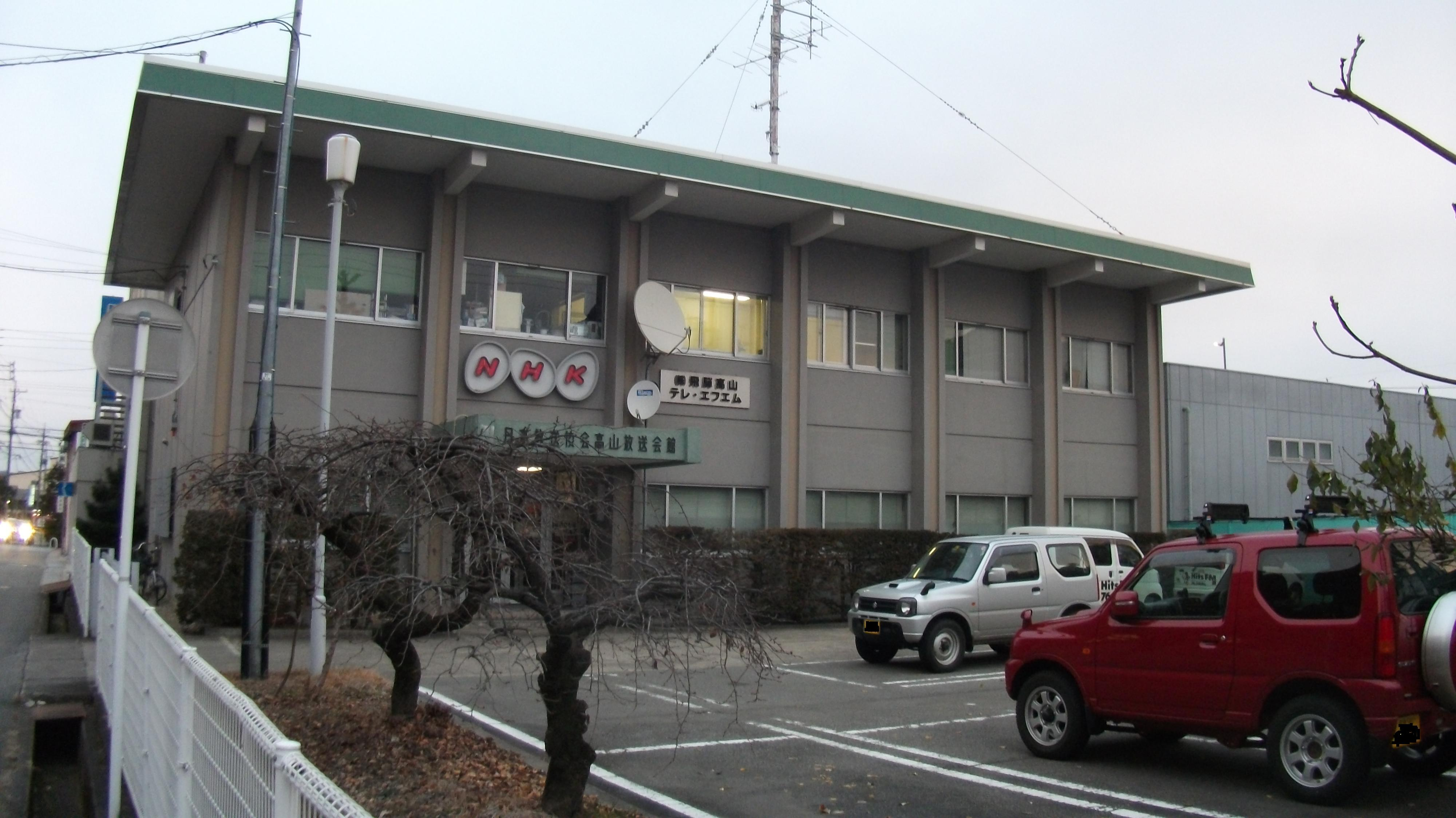
건물의 모습 (2011년)

NHK 다카야마 지국(高山 支局)은 NHK 기후 방송국의 지국이다.

## 채널·주파수
- 종합 텔레비전　29ch
- 교육 텔레비전　31ch
- 라디오 제1방송　 792kHz
- 라디오 제2방송　1125kHz
- FM 방송　 86.1MHz